# Chriodes breviterebra
Chriodes breviterebra là một loài tò vò trong họ Ichneumonidae.